# 1026

## Nașteri
- dată necunoscută: Adelaida de Normandia  (d. 1090)

## Decese
- Frederic II, 30 ani, duce de Lorena (n.c. 995)